# Podlaski Związek Rolniczych Zrzeszeń Branżowych Producentów Trzody Chlewnej
Podlaski Związek Rolniczych Zrzeszeń Branżowych Producentów Trzody Chlewnej – założony w 2013 r. związek zrzeszający rolnicze zrzeszenia branżowe producentów trzody chlewnej z obszaru środkowo-wschodniej Polski.

## Historia organizacji
Związek funkcjonuje od 2013 roku, jednakże jego geneza sięga roku 2000, kiedy to rolnicy z obszaru dawnego województwa siedleckiego w obronie swych praw i interesów oraz w celu wspólnej sprzedaży żywca wieprzowego i zakupów środków służących do produkcji rolnej powołali do życia Podlaskie Zrzeszenie Producentów Trzody Chlewnej. Obecnie Związek zrzesza 8 rolniczych zrzeszeń branżowych z terenu powiatu siedleckiego, sokołowskiego, węgrowskiego oraz łosickiego, które są zarazem grupami producenckimi w rozumieniu przepisów ustawy z dnia 15 września 2000 r. o grupach producentów rolnych i ich związkach.

## Cele Związku
Oprócz działalności handlowej w zakresie obrotu żywcem wieprzowym, Związek reprezentuje interesy zrzeszonych rolników indywidualnych przed organami administracji rolnej, sądami powszechnymi, Sejmem oraz Ministerstwem Rolnictwa i Rozwoju Wsi. Związek uczestniczy w kształtowaniu  polityki rolnej i społecznej w sprawach dotyczących problemów wsi i rolnictwa. Organizacja podejmuje statutowe działania w  obronie społeczno-gospodarczych praw i interesów gospodarstw rolnych o profilu chów i hodowla świń. Swoje ustawowe uprawnienia realizuje za pomocą przedkładania  organom powołanym do wykonywania zadań na rzecz rolnictwa swoich stanowisk w postaci opinii, wniosków, postulatów i żądań. Ponadto organizacja realizuje ustawowe zadania w zakresie organizowania poradnictwa prawnego oraz inicjowania, opiniowania i opracowywania  projektów aktów prawnych dotyczących szeroko pojętego rolnictwa. 